# استان سورین

نقشهٔ تایلند و جایگاه استان سورین.

استان سورین یا سیساکت یکی از استانهای کشور تایلند است. مساحت آن ۸۱۲۱ کیلومترمربع می‌باشد. جمعیت این استان در سال ۲۰۰۶ بالغ بر ۱۳۷۵۰۰۰ نفر برآورد شده‌است.
استان سورین از نظر تقسیمات کشوری بخشی از ناحیه شمال خاوری تایلند به حساب می‌آید. مرکز این استان شهر سورین است.

## پانویس

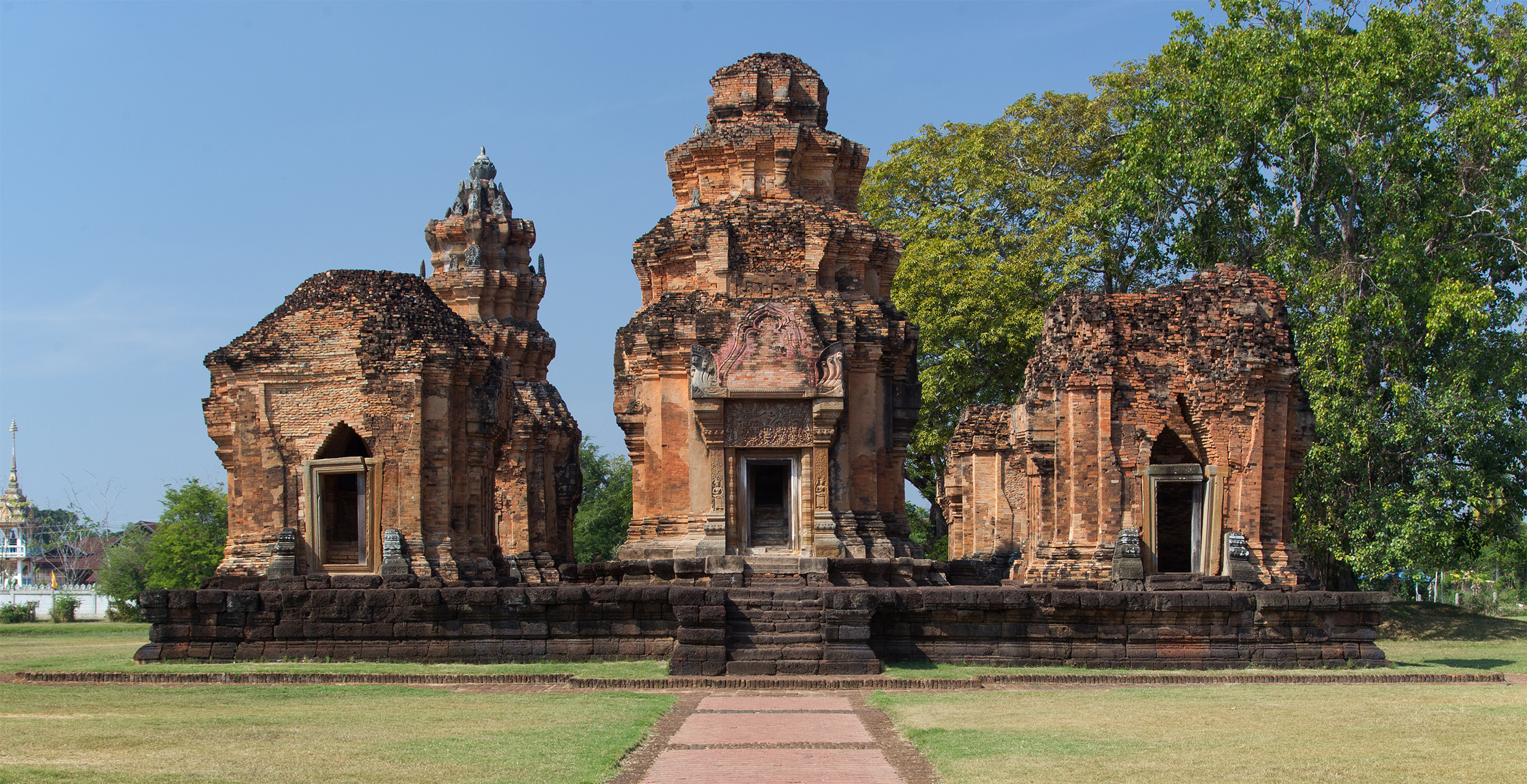
پراسات سیخورافوم یک معبد خمر است که در تایلند واقع شده‌است و این معبد بین شهرهای سورین و سیساکت واقع شده‌است. معبد در قرن دوازدهم توسط پادشاه سوریاوارمان دوم برای عبادت هندو ساخته شد.
این معبد از پنج برج ماسه‌سنگ و آجری تشکیل شده‌است که بر پایه‌ای از لاتریت ساخته شده‌اند. نقش برجسته‌های ماسه سنگی بر روی برج اصلی وجود دارد که شیوا، برهما، گانش، ویشنو و اوما را نشان می‌دهد. چهارچوب درها دارای مجموعه ای از آپسرا، دواتا و دواراپالاس است. این معبد در قرن شانزدهم برای استفاده توسط بوداییان تغییر کاربری داد. مشارکت‌های معماری تحت تأثیر لائوس در سقف‌های برج مشهود است. این نام از کلمه سانسکریت شیخارا گرفته شده که در هند جنوبی به معنای پناهگاه برج است.